# 水星の太陽面通過 (木星)
木星における水星の太陽面通過（すいせいのたいようめんつうか）は、木星と太陽のちょうど間に水星が入り、太陽面を通過する天文現象である。

## 概要
木星における水星の太陽面通過は、紀元前125000年から125000年の25万年間で68795回ある。前々回は2012年2月26日、前回は2023年9月16日、次回は2029年10月30日に発生する。
木星における水星の太陽面通過は、木星と水星の公転周期の関係から、約6年10か月と約3か月の期間を交互に繰り返して発生する。約3か月は水星の公転周期に相当する。しかし時々約3か月の期間を置いたペアが発生しないことがある。前回は2000年2月9日、次回は2018年1月11日に発生する。

## 太陽面通過の起こる日
日付は最大食の日付(UTC)。
| 年月日         | 最大食 |
| -------------- | ------ |
| 2000年2月9日   | 16:04  |
| 2005年12月25日 | 22:33  |
| 2006年3月26日  | 02:38  |
| 2011年11月28日 | 20:09  |
| 2012年2月26日  | 03:50  |
| 2018年1月12日  | 00:57  |
| 2023年9月16日  | 23:45  |
| 2023年12月15日 | 07:40  |
| 2029年10月30日 | 23:31  |
| 2035年7月6日   | 02:52  |

## 同時太陽面通過
- 水星の太陽面通過が、金星の太陽面通過と同時に起こることはあるが、極めて稀である。前回は紀元前25170年10月1日、次回は9704年4月26日である。

- 水星の太陽面通過が、地球の太陽面通過および月の太陽面通過と同時に起こることはあるが、極めて稀である。前回は紀元前78303年9月25日、次回は23250年1月14日である。
  - 23576年7月17日の太陽面通過はさらに稀な現象として、地球と水星のみが太陽面通過を起こし、月は太陽面通過を起こさない。
  - 26571年2月20日の太陽面通過はさらに稀な現象として、月と水星のみが太陽面通過を起こし、地球は太陽面通過を起こさない。

- 水星の太陽面通過が、火星の太陽面通過と同時に起こることはあるが、極めて稀である。前回は紀元前15106年11月13日、次回は42548年12月28日である。